# Йерхель (Тангерхютте)
Йерхель (нем. Jerchel) — деревня в Германии, в земле Саксония-Анхальт. Входит в состав города Тангерхютте района Штендаль. 
Население составляет 137 человек (на 31 декабря 2006 года). Занимает площадь 8,98 км².
Впервые упоминается в 1345 году.
До 2010 года имела статус общины (коммуны). 31 мая 2010 года вошла в состав города Тангерхютте. Последним бургомистром общины Йерхель был Эльке Беренс.

## Достопримечательности
Часовая башня XVIII века.